# ابوعزرائیل
ایّوب آل ربیع یا ایّوب فالح حسن ربیعی مشهور به ابوعزرائیل (متولد ۱۹۷۸ میلادی - بغداد) رزمنده و از فرماندهانِ نبردهای حشد شعبی در عراق و سوریه است که با نیروهای داعش می‌جنگد. به گفته او قاسم سلیمانی فرمانده اوست. وی در فرایندِ آزادسازیِ مناطقِ مختلفی در استان صلاح‌الدین عراق نقش داشته است و در دفاع از حرم زینب کبری در سوریه، جنگیده است.

## زندگی
وی در ابتدای زندگی کاری خود در دانشگاه در رشته تربیت بدنی تدریس می‌کرد و کارمند وزارت ارتباطات عراق بود. اما پس از فتوای سید علی سیستانی به نیروهای بسیج مردمی عراق پیوست تا به نیروهای ارتش این کشور در مبارزه با داعش کمک کند. وی در تکواندو و تیر اندازی مهارت زیادی دارد.

### نبردِ آزادسازیِ تکریت
ابوعزرائیل مسئولِ گروه کتائب امام علی است و دارای پتانسیل‌ها و قابلیت‌های ویژه‌ای است. او نقش مهمی در آزادسازی استان «صلاح‌الدین» و در نبردِ آزادسازی تکریت در عراق داشته و در جنگ‌های خیابانیِ اطرافِ تکریت باعثِ ایجادِ رعب و وحشت در میانِ مبارزان داعش شد. او با انواع سلاح‌های سبک و سنگین کار کرده و با فنونِ نبرد آشنایی دارد.

### ترکیبِ چهره
ابوعزرائیل دارای ظاهری نسبتاً درشت و خشک است. با سری تراشیده و محاسنی سیاه، یونیفرم سیاه‌رنگ می‌پوشد و لقبِ ابوعزرائیل را بر بازوی خود بسته است. ویدئوهایی کوتاه از او در عملیات پاکسازی تکریت منتشر شده که با نعره زدن در خیابان‌ها نیروهای داعش را بُزدل خطاب می‌کند. او یک بار هم از ناحیه دست مجروح شده است. برخی مجلات خارجی با انتشار عکس‌هایی از او به عنوانِ استاد دانشگاهی یاد می‌کنند که در حال مبارزه با تروریست‌ها است.

### شخصیت
همرزمانِ ابو عزرائیل در استان صلاح‌الدین می‌گویند که برخلاف چهره و نام ترسناکی که دارد، در ملاقات و صحبت با او با لبخندی دلنشین مواجه می‌شوید. ابوعزرائیل در فیلم‌هایی که از او در اینترنت منتشر شده، مبارزان داعش و حامیانِ آنها را تهدید می‌کند. گفته شده او از نیروهای کتائب امام علی است. برخی ادعا می‌کنند که او فارسی نیز صحبت می‌کند و عضو گروه مدافعان حرم با پشتیبانی ایران است.